# 河村博旨
河村 博旨（かわむら はくし　1939年4月1日 - 2016年10月26日）は、日本の法学者。商法、特に会社法を専門とする。函館大学の学長を13年間務めた。青江由紀夫のペンネームを使う事もあった。

## 略歴
広島県芦品郡有磨村(現在の福山市芦田町)の出身。織物業を営み長い歴史を持つ家の、2男3女の長男として生まれた。父親は有磨村の要職を務め、最期の芦田町長となった河村實。親の實と不仲であり、大学在籍中に勘当される。1961年、中央大学法学部政治学科卒業。水島広雄がそごう経営の傍ら中央大学法学部で講師をしていた頃の教え子としてもたびたび名前が挙がった。1964年、中央大学大学院法学研究科民事法専攻修士課程を修了。昭和31年より山一證券勤務。
昭和40年に実家に戻り家業の丸萬織物に勤務するも、やはり馴染まず、水島の紹介で1967年（昭和42年）に函館大学商学部の講師に就任する。政治家の秘書になる話もあったが、實に反対され実現しなかった。自治体の長の経験が長い實は、政治家の秘書が表に出来ないことの処理を担うことをよく知っていたので反対したという。昭和53年より同教授、1989年より函館大学学長に就任。2003年(平成15年)までの務めた。学長を辞した後は、函館大学名誉教授。読書家で66歳で函館を離れて69歳(2008年5月）までの間に1400冊の本を読んだとされ、年賀状も人脈を保つために個人用で2000枚、会社用で600枚の年賀状を作成していた。
函館大学を定年退職後は、ヴィア・ホールディングスの常勤監査役・社外監査役に招かれて千葉県千葉市高品町に転居。函館での生活は38年間だった。2012年（平成24年）6月まで同職を務めた。晩年は季刊文芸同人誌の「海峡派」・「山音文学」などに「銀次郎の日記」などとして青江由紀夫のペンネームで社会時評、身辺雑記を残した。2016年10月26日、大腸癌のために死去。

## 函館大学での活動

### 企業人による講義
河村は「空理空論で実務に役立たない学問では何もならない」と説明し、1987年より「企業人による講義」を開始し学生の人気を集めた。原理原則は学内の専門教官が教える一方、理論が実務でどう応用されているかを第一線の企業人に説明してもらうことで知識の幅を広げる効果が期待された。元札幌高検検事長や元日銀函館支店長、東京海上火災保険函館駅前支店長、三井生命保険参与、元東洋信託銀行副社長、みちのく銀行取締役秘書室長、青森地域社会研究所常務理事など年間12名ほどの講師を招き、1998年には「企業人による講義」は12年目を迎えた。1995年には同大学の文化講演会で芸能リポーターの梨元勝が講演をした関係で、2000年10月より「芸能社会学」の講義を受け持つことになった。梨元側からの提案であり河村は最初冗談だと思ったが、その後何度か電話で連絡を取るうちに河村は若者が興味を持つ芸能ビジネスの世界の情報に目を付けた。しかし他教授陣の理解が得られず、河村は学内の専任教授らを説得して回る破目になる。梨元の講師就任には5年の年月がかかった。2001年には大阪の吉本興業大阪本社をポロシャツ姿で飛び込み訪問し、桂三枝に同大での特別講義を要請した。突然の訪問に不審そうな顔色を浮かべる桂三枝に「なんで、私があなたを指名するのか分かりますか。私はね、あなたをずっと親戚だと思っている。だって、同じ河村でしょ。ルーツは同じですよ」と続けた。桂三枝の本名は河村静也。唖然とする桂はその後河村学長の押しについに折れ、年14回の講義を受け持つことになった。2002年9月25日に桂による初の講義が行われた。

### 「塾」制度の導入
2001年度より大学カリキュラムを大幅に変更。教官が三人体制で入学から就職まで学生生活全般をサポートするシステムを作り上げた。入学時の受講科目選択や生活の悩み、卒業論文や就職指導までの4年間の学生生活を支援した。また新カリキュラムに合わせて塾の演習棟などを新築、改築した。

### 他大学との提携
2001年10月19日、河村は天津の南開大学との姉妹校提携の調印を行った。河村が学長在任中には台湾の朝陽科技大やカナダ・ハミルトン市のモホーク大学、韓国の韓国大田市の中部大学校とも姉妹校提携を行っている。

### 学長退任後
学長を退いた後は同大学名誉教授となった。大学の理事業務や研究の他に、商法と会社法の講義を継続した。2005年には、入学式や卒業式などでの13年分の式辞を掲載した挨拶集『報恩感謝』を出版した。これは河村が学長就任後に大学学長向けとして適切な挨拶文例の資料がなかったエピソードに寄る。出版すれば「大学の発展にもつながる」と刊行を決めものでだった。

## 函館の識者として
- 2002年10月18日には、私学教育の振興に尽くしたとして北海道より『道社会貢献賞』を贈られている[24][25]。
- 政治問題に関しても識者とされ、北海道南部の自治体で、現職の首長が選挙で相次いで落選した際には、各候補は従来通りの「絵に描いたもち」のような(実現不能な)公約ばかり訴えているのが原因であるとして、「せめて選挙の時は、新しい人に投票したい」。有権者たちの追い詰められた思いが、現職の相次ぐ落選という結果になっていると述べている[26]。また函館市のまちづくりセンターが発行している政策情報誌「サリュート・函館」にも特別寄稿が掲載されている[27]。1998年7月の参議院選挙で、大票田・函館市の道選挙区で自民党が民主党と共産党に続く第三党に転落し、自公連立政権時代に入って以降も根強かった「函館55年体制」の崩壊が進んだ。この件に関して、(自民党の）将来への視野を示さない哲学なき政治を有権者は拒否した。道南の自民党も政権党である虚栄を捨て、庶民の中へ入り込む政党に変わらなければ浮上しない。民主党には未知への期待と不安があるのだろうとコメントを寄せた[28]。
- 函館の政治経済面でも、2001年には函館空港-中国天津空港の定期便就航運動のために、航空路開設公式訪問団員として天津や北京を訪問し、中国国際航空本社を訪問するなどして活動している[29]。市営バスの民営化問題では、函館市議会公共交通調査特別委員会で参考人として参加し、市バスの民営化には賛成としながらも、職員の配置や路線の切捨てには相当の配慮が必要とした[30][31]。また1999年4月に就任した井上博司函館市長の市バス赤字問題の対応に対して、｢これまで30年議論し、議論のしすぎで出口が見えないだけ。本気でやる気があるのか疑問だ｣として、新市長の姿勢に疑念を投げかけた[32]。その他にも函館市の政治経済問題に関して度々新聞に河村の論評が掲載された[33][34][35][36][37][38]。
- 函館の生活面でも、警察活動に住民の意見を反映させるため設立された函館中央警察署協議会の初代会長に選ばれている[39]。函館に国立大学を誘致しようとした国立函館大学誘致促進期成会では、人材育成に役立つことが期待されるとしながら、30年間活動しても国立大学の誘致に至っていない現状を直視し、地元出資の公立大学設立に切り替えるべきという発想も必要と説いている[40][41]。この構想は2000年に公立はこだて未来大学という形で実現した。
- 1996年には生活上の安全活動や安全思想の普及に貢献したとして、函館市安全都市推進委員会より安全活動実践功労賞を贈られた[42]。

## 執筆
- 報恩感謝[2]　 2004年 370 ページ
- 商法と株主総会無用論 1990年　函館大学北海道産業開発研究所
- 『手形・小切手法入門』 「手形上の権利」共同執筆者 北樹出版   1979年4月
- 『手形・小切手法入門』 「約束手形」共同執筆者 北樹出版   1979年4月
- 『会社法入門』- 共同執筆者 北樹出版 1982年
- 『株式会社の取締役』 - 共同執筆者 北樹出版 1982年
- 「銀次郎の日記」-　青江由紀夫名義で執筆され、日常の出来事が書かれている[1]。

## 論文
- 額面・無額面株式間の相互変更と一律変更--特に商法213条2項について (野又貞雄先生追悼号) （1977）
- 商法本質論と企業概念--企業法説上の商法概念抽出に至るまで (村上憲一郎先生追悼号) （1976）
- 無額面株式の問題点--制度導入とその後 (村上憲一郎先生追悼号) （1976）
- 額面・無額面株式間の変更と問題点--商法213条2項無用論 （1977）
- 世界が称賛する創価学会の師弟の精神 （2008）

## 所属
- 日本私法学会[1]
- 日本エッセイスト・クラブ[1]
- 中大南甲クラブ[1]
- 経済法学会[8]
- 比較法学会[8]

## 特記事項
- 梨元勝が4年間函館大学で客員教授を務めた際には、梨元が講義のために詳細なノートを作成していることに驚き、高く評価していた[43]。
- 趣味は、囲碁 釣り 文芸(エッセー)とされる[1]。